# 마약수사관 K
《마약수사관 K》는 2004년 7월 30일에 MBC에서 방영한 베스트극장이다.

## 등장 인물

### 주요 인물
- 변희봉 : 반장 역
- 정한용 : 김계장 역
- 전노민 : 강영호 역

### 그 외 인물
- 임현식 : 민승호 역
- 오승룡
- 이미영 : 김계장의 아내 역
- 문용민 : 망치 역
- 최재호 : 준호 역
- 이숙
- 서승만 : 김실장 역
- 김신일
- 김철기 : 부하 역
- 조명진
- 박태진
- 김남길
- 고영기
- 노정명
- 서지희 (아역)
- 우준영 (아역)